# Sematophyllum cirrhifolium
Sematophyllum cirrhifolium là một loài Rêu trong họ Sematophyllaceae. Loài này được (Arn.) Mitt. miêu tả khoa học đầu tiên năm 1885.